# Стефан Светогорец
Стефан Светогорец е български книжовник от XVI век, автор на „Сказание за Света гора Атонска“.
За личността на Стефан не се знае нищо определено, но той със сигурност е живял след завладяването на Цариград от османците (1453) и преди 1598 г., когато украинският църковен писател Иван Вишенски го цитира. Стефановото „Сказание“ е възникнало, ако се съди по съдържанието му, на Света гора. То разказва как св. Богородица посетила полуострова, как били основани тамошните манастири Ватопед, Зограф и Ксиропотам и как италиански наемници опустошили Атон по заповед на враждуващия с цар Калоян византийски император-униат Михаил Палеолог. „Всеки прочел това сказание здравомислещ християнин ще схване, че то е написано под влияние на въображението, за което всичко е възможно.“ Като източници при съставянето му са послужили два по-стари превода от гръцки и среднобългарският "Разказ за Зографските мъченици". Встъпителната част е по всяка вероятност собствено произведение на Стефан.
Най-старите запазени преписи на „Сказанието“ датират от първата половина на XVII в. През 1659 г. текстът му е включен в отпечатания по нареждане на патриарх Никон сборник „Мисловен рай“ („Рай мысленный“). Спиридон Габровски използва откъси от него в своята „История во кратце о болгарском народе словенском“ (1792).